# Сайпан
Сайпан (на английски: Saipan) е най-големият остров от Северните мариански острови, територия на САЩ в западната част на Тихи океан. Според преброяването от 2010 г., населението на Сайпан е 48 220 души.
Центъра на местното правителство се намира в селото Капитъл Хил на острова. Тъй като целият остров е организиран като една община, много публикации посочват самия Сайпан като столица. Настоящият кмет е Дейвид М. Апатанг, встъпил в длъжност на 12 юни 2015 г.

## География
Сайпан е вторият най-голям остров в архипелага на Марианските острови след Гуам. Намира се на 190 km северно от Гуам, на 9,3 km североизточно от Тиниан, от който е отделен чрез Сайпанския канал. Островът е 19 km дълъг и 9 km широк, с площ на сушата от 115,38 km2.
Западната страна на острова е заета от пясъчни плажове и крайбрежен коралов риф, който създава голяма лагуна. Източният бряг е съставен основно от неравни скали и рифове. Тесният подводен бряг на рифа Марпи преминава на 45 km северно от Сайпан.
Най-високата точка на Сайпан е връх, покрит с варовик, наречен Тапочау (480 m). За разлика от много върхове на Марианските острови, това не е угаснал вулкан, а варовиково образувание. На север от върха, в посока към скалата Банзай, се намира система от хълмове. Връх Ачуаго, намиращ се на няколко километра северно, понякога се интерпретира като остатък от напластен вулканичен конус.

## Флора и фауна
Флората на Сайпан е основно варовикова гора. Някои развити райони на острова са покрити с Leucaena leucocephala, което е широко разпространено дърво след Втората световна война. Дървото е въведено най-вече като механизъм, предотвратяващ ерозията, поради разрушаването на пейзажа от войната. Останалата първородна гора се среща в малки изолирани части на стръмни склонове при ниска надморска височина. Кокосови палми, папая, са сред диворастящите плодове. Местните земеделци отглеждат манго, Colocasia esculenta, Artocarpus altilis (хлебно дърво) и банани.
Островът е дом на няколко ендемични вида птици. Сред тях са: Ptilinopus roseicapilla, Gallicolumba xanthonura, Zosterops conspicillatus, Cleptornis marchei, Myzomela rubratra и Acrocephalus luscinius.
В миналото островът има голяма популация на Achatina fulica, охлюви, внесени или нарочно като източник на храна, или случайно чрез доставки. Те представляват вредител. През последните години броят им се контролира от внесения плосък червей Platydemus manokwari.

## Климат
Сайпан е с климат на границата между екваториален и тропичен мусонен, контролиран от сезонни пасати североизточни от ноември до март и източни от май до октомври. Средногодишната максимална температура е 28,9 °C, а сезонното температурно изменение е слабо. Според книгата на рекордите на Гинес, Сайпан има най-слабо изменящата се температура в света. Все пак, температурата се влия от надморската височина, а островът проявява значителни вариации между крайбрежните и планинските зони.
Сухият сезон трае от декември до юни, а влажният сезон – от юли до ноември. Сезонът на тайфуните е от юли до декември, като през острова преминава поне един тайфун годишно, което важи и за останалите Мариански острови.
| Климатични данни за Сайпан            | Климатични данни за Сайпан | Климатични данни за Сайпан | Климатични данни за Сайпан | Климатични данни за Сайпан | Климатични данни за Сайпан | Климатични данни за Сайпан | Климатични данни за Сайпан | Климатични данни за Сайпан | Климатични данни за Сайпан | Климатични данни за Сайпан | Климатични данни за Сайпан | Климатични данни за Сайпан | Климатични данни за Сайпан |
| Месеци                                | яну.                       | фев.                       | март                       | апр.                       | май                        | юни                        | юли                        | авг.                       | сеп.                       | окт.                       | ное.                       | дек.                       | Годишно                    |
| Абсолютни максимални температури (°C) | 31                         | 32                         | 30                         | 31                         | 32                         | 32                         | 32                         | 32                         | 32                         | 31                         | 31                         | 31                         | 32                         |
| Средни максимални температури (°C)    | 27,3                       | 26,5                       | 26,6                       | 28,4                       | 29,1                       | 29,4                       | 28,9                       | 28,9                       | 28,8                       | 28,7                       | 28,5                       | 27,4                       | 28,2                       |
| Средни температури (°C)               | 25,2                       | 24,6                       | 24,7                       | 25,8                       | 26,6                       | 26,8                       | 26,4                       | 26,4                       | 26,3                       | 26,3                       | 26,2                       | 25,4                       | 25,9                       |
| Средни минимални температури (°C)     | 23,0                       | 22,7                       | 22,8                       | 23,3                       | 24,2                       | 24,1                       | 23,9                       | 24,0                       | 23,9                       | 23,8                       | 23,9                       | 23,4                       | 23,6                       |
| Абсолютни минимални температури (°C)  | 20                         | 19                         | 18                         | 17                         | 19                         | 21                         | 18                         | 19                         | 19                         | 19                         | 20                         | 20                         | 17                         |
| Средни месечни валежи (mm)            | 97,5                       | 112,3                      | 61                         | 127,8                      | 96,5                       | 128                        | 258,1                      | 315,5                      | 295,9                      | 279,1                      | 197,1                      | 149,4                      | 2118                       |
| ------------------------------------- | -------------------------- | -------------------------- | -------------------------- | -------------------------- | -------------------------- | -------------------------- | -------------------------- | -------------------------- | -------------------------- | -------------------------- | -------------------------- | -------------------------- | -------------------------- |
| Източник: NOAA                        |                            |                            |                            |                            |                            |                            |                            |                            |                            |                            |                            |                            |                            |

## История
Сайпан, заедно с Тиниан, вероятно за пръв път е видян от европейци от испанската експедиция на Фернандо Магелан, когато акостира в южните Мариански острови на 6 март 1521 г. Вероятно отново е бил забелязан през 1522 г. от Гонзало Гомес де Еспиноза на борда на кораба Тринидад, който в опит да се достигне Панама той командва след смъртта на Магелан. Първото сигурно доказателство за европейци, пристигнали на Сайпан, е от манилския галеон Санта Маргарита, командван от Хуан Мартинес де Гилистегуй, който се разбива в острова през февруари 1600 г. и чиито корабокрушенци остават на острова в продължение на две години, докато 250 от тях биват спасени от Санто Томас и Хесус Мария. Испанците официално окупират острова през 1668 г. с мисионерската експедиция на Диего Луис де Сан Виторес, който нарича острова Сан Хосе. След 1670 г. той става пристанище за всички испански и понякога английски, холандски и френски кораби като станция за храна и вода. Местното население се свива драстично, поради донесените европейски болести и конфликти относно земята, а оцелелите насилствено са преместени на Гуам през 1720 г. за по-качествен контрол и асимилация. Под испанско господство островът е развит с ранчота за отглеждане на говеда и свине, които се използват за подсигуряване на испанските галеони, запътили се към Мексико.
След Испано-американската война от 1898 г. Сайпан е окупиран от САЩ. Обаче, след това е продаден от Испания на Германската империя през 1899 г. Островът се администрира от Германия като част от Германска Нова Гвинея, но през немския период няма опити за развитие или заселване на острова, който де факто остава под контрола на испанските земевладелци.
През 1914 г., по време на Първата световна война островът е завладян от Японската империя. На империята е даден официален контрол над острова през 1918 г. от Обществото на народите, бидейки част от мандатна територия. Военно и икономически, Сайпан е един от най-важните острови в мандатната територия и става център на последващото японско заселване. Имиграцията започва през 1920-те години от етнически японци, корейци, тайванци и окинавци, кой разработват големи захарни плантации. Построени са захарни рафинерии и се разгръща инфраструктурата, включително строителството на пристанищни съоръжения, водоснабдяване, енергоснабдяване, асфалтиране и други. Към октомври 1943 г. Сайпан има население от 29 348 японци и 3926 местни чаморо и каролини.
През Втората световна война Япония счита Сайпан за част от последната отбранителна линия и следователно е силно ангажирана в защитата на острова. Императорската армия и Императорския флот основават голям гарнизон на Сайпан към края на 1930-те години, построявайки многобройни брегови артилерийски батареи, подземни укрепления и въздушна писта. Към средата на 1944 г. почти 30 000 войници са базирани на острова.
Битката за Сайпан от 15 юни до 9 юли 1944 г. е една от големите кампании във войната. Морската пехота и армията на САЩ десантират на плажовете в югозападната част на острова и прекарват над три седмици в тежки боеве, за да превземат острова от японците. Битката коства на американците 3426 убити и 10 364 ранени, докато от 30 000 японски защитници, едва 921 са пленени. Битката води и до тежки цивилни загуби. Около 20 000 японски цивилни граждани загиват по време на битката, като над хиляда се самоубиват, скачайки от скали, за да не бъдат заловени.
Загубата на Сайпан е тежък удар за японския министър-председател Хидеки Тоджо, на който се налага да подаде оставката си след битката. Островът се превръща в удобна база за САЩ, откъде могат да изпращат бомбардировачи Boeing B-29 Superfortress към повечето японски градове.
След войната, почти всички оцелели японци на острова са изпратени в Япония. Сайпан става територия, администрирана от САЩ, като на него се помещава основно военен персонал. През 1990-те години военното присъствие започва да бъде постепенно измествано от туристическо такова, но все още играе важна роля в местната икономика.

## Транспорт
Пътуванията от и към острова се извършват през Международно летище Сайпан. До 2010 г. между Сайпан и Тиниан действа фериботна линия, която бива затворена за поддръжка, но така и не е отворена отново. Територията на острова се обслужва от таксита.